# Molskroen
Molskroen er en dansk restaurant i Femmøller Strand ved Ebeltoft Vig.
Kroens historie går tilbage til 1923, da Egil Fischer købte et stykke jord af en gårdejer, hvorefter han opførte en kro på stedet og forpagtede den ud. Den blev hurtigt populær, ikke mindst grundet beliggenheden, der gjorde den ideel som badehotel.
Bygningen nedbrændte totalt i 1940 og blev genopført i den oprindelige stil, men dobbelt så stor. Senest er Molskroen restaureret i 1996 (af Jørgen Overbys Tegnestue), så den i dag fremtræder mere som Fischers oprindelige bygning.
Wassim Hallal var fra 2003 til 2006 køkkenchef på kroen, der i 2006 blev kåret som Årets danske restaurant.
Siden har Molskroen haft en del udskiftninger af køkkenchefer.
Heriblandt Michel Michaud, som var gastronomisk chef for både Molskroen og Molskroen Strandhotel fra oktober 2014 til december 2015.
Den 1. januar 2016 overtog Steffen Villadsen stillingen som køkkenchef med Michelin-stjerner som ambitionen.
I 2025 blev den sat til salg for 55 mio. kr.